# Money for Nothing
Money for Nothing er en britisk stumfilm fra 1916 af Maurice Elvey.